# Estejev grad
Estejev grad (italijansko Castello Estense) ali grad svetega Mihaela (castello di San Michele) je srednjeveški (vodni) grad, obdan z obrambnim jarkom v središču Ferrare v severni Italiji. To je velik kompleks s štirimi vogalnimi stolpi.

## Zgodovina
3. maja 1385 so se Ferrarčani, obupani zaradi davkov in poplav, ki so jim porušile domove, odšli v palačo markiza Niccola II. d'Este, ker so želeli nasvet Tommasa da Tortona, visokega uradnika, ki je bil odgovoren za težke razmere. Nicolò je poskušal zatreti upor, toda zvečer je bilo jasno, da so ljudje postajali vedno bolj jezni in da je bila varnost družine Este ogrožena. Zato je izdal ukaz, naj pripeljejo osramočenega Tommasa, ki se je spovedal in prejel obhajilo, nato pa ga je izročil množici, ki ga je dobesedno raztrgala na koščke.
Ta dogodek, katerega vodje so bili pozneje usmrčeni, je prepričal markiza, da družinska palača, danes Mestna hiša  (Palazzo Comunale), ni dovolj varna za plemstvo ob nemirih. Zato je naročil gradnjo obrambne trdnjave na severni strani palače in projekt zaupal arhitektu Bartolinu iz Novare. Uporabil je že obstoječi stolp (Levji stolp – la torre dei Leoni), ki je bil takrat del obrambnih zidov in bolj južno kot danes, ki tečejo, grobo rečeno, po črti sedanjega Corsa della Giovecca in Viale Cavour. Stolp se je držal zidov kurtine, dodani so bili še trije novi, zgrajeni za ta projekt. Med Estejevo palačo in novo trdnjavo je bil zgrajen zračni prehod (morda lesen), da bi ljudje lahko zbežali.
Ko se je mesto povečevalo, so premaknili tudi mestno obzidje, tako da obrambna naloga gradu ni bila več tako pomembna. Znotraj zidu so začeli graditi stanovanja, ki so postala del dvorne palače. Iz obdobja Ercola I. d'Esteja je ostalo veliko podatkov o gradnji stanovanj, njihovi širitvi in izboljšavah. Dokončno preoblikovanje je naročil Ercole II. po požaru leta 1544, ki je naredil veliko škode. Arhitekt Girolamo da Carpi je oblikoval zunanji videz gradu, ki je viden še danes, čeprav je bila notranjost v preteklosti večkrat preoblikovana. Po odhodu Estejev v Modeno je grad postal prebivališče papeškega legata, ki je upravljal ozemlje Ferrare kot civilni guverner (največ štiri leta). V strukturi zgradbe je bilo malo sprememb, najočitnejše pa je povečanje višine severnega revelina (prostor, v katerem je zdaj kavarna).
Leta 1860 je bila Ferrara priključena Kraljevini Italiji. Grad, ki je zdaj v državni lasti, je leta 1874 za 70.000 lir kupila pokrajina Ferrara, ki je zgradbo uporabljala kot sedež prefekture.
V preteklih letih so grad večkrat obnavljali, zlasti med letoma 1910 in 1930, ko so bili narejeni nekateri zelo vprašljivi posegi. Med drugo svetovno vojno je bil grad močno poškodovan zaradi letalskega bombardiranja, zato je bil leta 1946 delno rekonstruiran.
Leta 1999 se je na pobudo pokrajinske uprave začel projekt Grad za mesto z obsežno obnovo: v njem sta bili odprti razstava Triumf Bakha, ki jo je leta 2002 odprl predsednik Italijanske republike Carlo Azeglio Ciampi, in umetniška razstava Estejevi v Ferrari, ki jo je 14. marca 2004 odprl predsednik Evropske komisije Romano Prodi. Leta 2006 je bil celoten projekt obnove gradu končan ter sklenjen z dvema pomembnima dogodkoma: končana je bila turistična pot, ki jo je zasnoval Gae Aulenti, ter obnovljen in odprt kabinet Alfonsa d'Esteja.
Eden od stolpov je bil poškodovan v potresu, ki je bil v severni Italiji leta 2012.

## Zunanjost
Zunanjost gradu je še vedno taka, kot je bila v drugi polovici 16. stoletja, ko ga je prenavljal Girolamo da Carpi. Obdan je z jarkom, ima tri vhode z dvižnimi mostovi nasproti opečnih revelinov. Pri četrtem vhodu na vzhodu je bila kuhinja.
Na dnu stavba še vedno spominja na srednjeveško trdnjavo, višje pa je Carpi zamenjal parapet z elegantnimi balkoni v belem kamnu (z vrsto konzol), s čimer je zgradil višje nadstropje, ki ga pokriva strešna streha. Stolpe so izboljšali in uskladili s strešnimi terasami.
Dvorišče, danes dokaj preprosto, je bilo okrašeno s freskami. Zlasti na vrhu so bili portreti vseh prednikov (pravi in legendarni) družine Este: edina ohranjena, precej poškodovana, vendar še vedno razločna, je bila ločena in postavljena pod portik na vzhodni strani dvorišča.
Vodnjaki so med sušo zagotavljali vodo; okrogle kamnite krogle, ki so vidne okoli, so strelivo za katapulte.

## Pritličje

### Gotske sobe
To so štirje dnevni prostori s križnorebrastimi stropi. Prva je gotovo najlepša z bogatimi dekoracijami grozdov cvetja, ki tečejo vzdolž reber v oboku. Prostor je posvečen Nicolu II. d'Esteju (njegov portret izstopa pred vhodom), ki je gradil grad. V središču najdemo veličastno rekonstrukcijo lesenega gradu iz zgodnjih let obstoja. Tri naslednje sobe so namenjene markizom Albertu, Niccolu III. in Leonellu ter končno Borsu, prvemu vojvodi rodbine. Vrsta panelov ponazarja politično in kulturno življenje obdobja.

### Kuhinje
Vzhodni revelin gradu je bil razširjen in se je uporabljal za dvorne kuhinje. Prva od dveh sob, dolga in ozka, ima vojaške in civilne znake: nasproti vhoda je mogoče videti dimnik iz kuhinje, medtem ko vzdolž notranjih sten najdemo strelnice, nekatere pa so zgrajene tako, da so skoraj neuporabne. V drugi sobi, veliko večji in svetlejši, so nekatere peči rekonstruirane. Na eni steni je portret Cristoforja di Messisbuga, najbolj znanega Estejevega strežnika (scalco), ki je bil uradnik, hišni upravitelj, nadziral je številne praktične vidike dvornega življenja, prirejal predstave, usmerjal kuhinje in pripravljal stvari, potrebne za potovanje v druge rezidence itd.

### Grajske ječe
Kmalu po vstopu v ozek hodnik je na levi nizek globok prehod, ki vodi v Don Giulijevo ječo, celico, v kateri je bil morda tudi mučen. V njej je bil zaprt več let; bil je zakoniti brat Alfonsa I. Strmo in ozko stopnišče vodi do celic, v katerih sta bila zaprta ljubimca Ugo in Parizina. Parizina Malatesta je bila druga žena markiza Niccola III., ki je bil razvratnež in veliko starejši od nje. Po sedmih letih zakonske zveze, ki je bila na splošno precej mirna, se je zaljubila v svojega pastorka Uga, sina markiza in Stelle Tolomei. Odkrili so ju, jima hitro sodili in ju obglavili. Bilo je leta 1425; Parizina je imela 20 let, Ugo samo 19 let. Po stopnišču na levi je bila Parizinina celica. Po koridorju naprej je bila Ugova celica. Na stropu se vidi, da so zaporniki pisali s svečami.

### Levji stolp
Pred letom 1385 je najmanj sto let na kraju, na katerem je bil zgrajen grad svetega Mihaela, stal star stražarski stolp in branil severno mejo mestnega obzidja, natančneje blizu strateških vrat, imenovanih Levja. Velik kanal, ki je tekel v reko Pad s pritoki, je branil severni del obzidja. V tem času se je mesto razvilo ob levem bregu glavne veje reke, ki se je v tej točki odprla proti vzhodu in tako postala velika delta. Voda je dajala kraju, predmestju in mestu najučinkovitejšo zaščito. Pred gradnjo gradu je bil stražarski stolp preoblikovan, kar je naročil Nicolò II.,izpeljal pa verjetno isti Bartolino iz Novare, ki je bil kasneje arhitekt gradu. Tako je bil z visokim, pravokotnim stolpom, namenjenim nadzoru in opazovanju, preoblikovan v majhno utrdbo z veliko širšo bazo in večjimi zidovi v prvem nadstropju, dobro opremljen po najnovejših vojaških obrambnih tehnikah. Klančina po treh straneh trdnjave je omogočila dostop do parapeta in je bila namenjena lajšanju prevoza orožja, artilerije in drugih tovrstnih tovorov s pomočjo živali. Prostori v pritličju in prvem nadstropju so se uporabljali kot sedež za vojaško enoto Estejev, medtem ko so bili zapori v temni kleti. Zunanja struktura trdnjave je bila videti enako na vseh štirih straneh.

## Prvo nadstropje

### Dvor
Dvor ima več sob z ostanki fresk in plošče, ki opisujejo stanovanja v gradu.

### Loža in vrt oranževcev
Ko je vladal Alfonso I., se je vrt precej povečal in je še zdaj v taki velikosti. Stena visečega vrta je bila zgrajena po načrtih Girolama da Carpija. Arhivski dokumenti so bogati s podatki o visečih vrtovih in so omogočili rekonstrukcijo: od majhnih poti med velikimi cvetličnimi koriti (katerih zemlja je bila prinesena sem), letnih rastlin do razporeditve iz 18. stoletja s citrusi v lončkih, ki so bili zaščiteni pozimi v Loži, ki se uporablja kot rastlinjak.

### Kabinet Bakhanalij
To je majhen prehod, ki je bil nekoč popolnoma pobarvan; desna stena še vedno prikazuje tri prizore, ki jih navdihuje mit Bakha.

### Kapela
Kapela je majhna soba s skladnimi geometrijskimi vzorci, namenjena zasebni molitvi. Renée de France, žena vojvode Ercola II. Esteja, ki je imela kalvinistične nazore, je naročila to posebno dekoracijo brez svetih podob. Na stenah, prevlečenih z dragocenim barvnim marmorjem, dejansko ni svetih podob, niso niti pobarvane niti mozaične, kot bi jih pričakovali v majhnih nišah. Nasprotno so oboki okrašeni s freskami, ki prikazujejo štiri evangeliste na svetlomodri podlagi, obkrožene s kerubi, ki so prepoznani po levu (sveti Marko), orlu (sveti Luka), angelu (sveti Matej) in biku (sveti Janez) v skladu z ikonografsko tradicijo.

### Zorina soba
Soba je v Levjem stolpu, ima razkošen strop, ki predstavlja štiri dele dneva: na desni je Zora, mlada krilata boginja, ki se premika in vleče konje s sončno kočijo na svojih rokah. V nadaljevanju v smeri urnega kazalca je Dan, ko se sončna kočija premika v vsej svoji sijoči slavi, ki ji sledi Zora z dvema baklama v rokah; sledita Mrak s sončno kočijo, ki potuje proti obzorju, in Noč, ko se Diana z luninim diskom na čelu vrne s svojim ljubimcem Endimionom. V središču je star človek, ki predstavlja Čas, sedi med tremi usodami, boginjami življenja in smrti. V spodnjem delu je dolga procesija kerubov na kočijah, ki jih vlečejo razne živali. Veliko ogledalo, ki je značilnost te in dveh naslednjih soban, je postavil kustos razstave Gae Aulenti, ki opozarja na ime teh sob, ki se v dokumentih imenujejo "sobane ogledal".

### Igralna soba
Saletta dei Giochi ima strop, okrašen s plesi štirih letnih časov, okrog so freske, ki prikazujejo igre starega Rima; na daljši strani bakanal, nasproti košarkarski boj, boks, v katerem so imeli tekmovalci okoli rok nekakšne košare. Na dveh krajših stenah so predstavljeni gladiatorski spopadi. Na dnu so prizori otroških iger, prikazani v umetniškem slogu antičnega Rima. Iz te sobe je mogoč dostop do ograje Levjega stolpa, s katerega je krasen razgled na mesto Ferrara.

### Soba strupov
Zdi se, da so jo prvotno uporabljali dvorni farmacevti, ki so izdelovali zdravila, po nekaterih virih tudi strupe, uporabljene proti političnim sovražnikom. Strop je iz 20. stoletja in kaže Italijo, obkrožen je s simboli osvajanja iz fašističnega obdobja.

### Dvorana iger
Ta velika soba je bila namenjena večernim zabavam, koncertom ali igram. Strop je razdeljen na enajst plošč, na vsaki je prizor posameznega športa, ki je bil strast vojvode Alfonsa II. Slike niso v istem slogu: na dvoriščni strani so Bastianinove in od leve proti desni prikazujejo: prosto rokoborbo, metanje diska in grško-rimsko rokoborbo. Športniki so goli v skladu s tradicijo stare Grčije. Bastianinova plošča, ki prikazuje plavanje, je na krajši strani poleg grško-rimske rokoborbe.

### Stanovanje potrpežljivosti
Nekoč je bila to prva soba, izdelana je bila za Ercola II. Ima neorenesančni strop; na robu so znaki zodiaka. V prostoru je ogromna reprodukcija panorame Ferrare iz 18. stoletja, delo Andrea Bolzonija.

### Predsoba, galerija
Na neorenesančnem stropu so prikazani nekateri grbi družine Este. V prostoru prevladuje velika plošča z reprodukcijo antičnega tiska s prikazom Ferrare konec 15. stoletja, ko je arhitekt Biagio Rossetti začel širiti mesto, kar je naročil Ercole I. (Addizione Erculea), novo obzidje je že zgrajeno na severu ob starem, ki še vedno čaka na rušenje. Reka Pad je v ospredju. Na koncu glavnega trga (na desni strani je stolnica, na levi vojvodska palača, za katero se vidijo stolpi gradu) so prikazana vrata, ki se zapirajo, medtem ko za pozidanimi območji vidimo staro obzidje.

### Soba Hektorja in Andromahe
Ta soba je bila ustvarjena za skrajšanje galerije. V 19. stoletju je kardinal Tommaso Benetti imel strop okrašen z epskim prizorom: Hektor zapusti svojega sina in njegovo ženo Andromaho (Iliada, VI. knjiga). Velika plošča kaže fresko s predstavitvijo območja družine Este: vojvodstvo Ferrara v sredini z Modeno in Reggiem na levi strani.

### Galerija
Vsi ostanki okrasja iz te velike sobe so se izgubili. Prvotno so bile na stenah freske. Paneli so posvečeni podeželskim rezidencam rodbine Este. Velika plošča prikazuje regijo Ferrara v času Napoleona.

### Projekt melioracije zemljišč
Ta prostor je posvečen delom melioracije, ki je stoletja zaznamovala ozemlje province Ferrara.

### Stolp svetega Pavla
Stolp svetega Pavla je bil zgrajen v jugozahodnem kotu gradu kot utrdba glavnega vhoda v stavbo. Stolp je usmerjen proti kraju, na katerem je bila ponovno zgrajena cerkev svetega Jurija (vidna z oken). Majhna cerkev je bila porušena leta 1385, da bi omogočila gradnjo nove stavbe, zato se stolp včasih imenuje tudi stolp svetega Jurija. Oblikovanje sten v temperi je posvečeno podobam Diane in drugih božanstev, medtem ko so na stropu med velikimi odseki lahke arhitekturne strukture, štirje letni časi ponazorjeni na majhnih panelih.

### Vladna predsoba
Tisti, ki so se želeli srečati z vojvodo, so čakali v tej majhni sobi. Strop ima bogato fresko. Tla so iz obdobja družine Este.

### Vladna soba
Urejena je bila za Ercola II. (1534–1559), ki se je ukvarjal z vladnimi dejavnostmi. Še vedno kaže svoj čudoviti izvirni strop s pobarvanimi in pozlačenimi ploščami, ki so ene najlepših v tem slogu v vsej Italiji. V sredini je v velikem ovalu predstavljen mit o Panu. Druge mitske oblike najdemo v drugih panelih: celota naj bi prikazovala praznovanje princa in njegovo dobro vlado.

### Soba, posvečena odcepitvi
Strop iz 19. stoletja prikazuje odvzem Ferrare rodbini Este in priključitev papeški državi leta 1598. Štiri slike si sledijo v smeri urnega kazalca, začne se s sliko s strani, ki je najbližje Vladni sobi (Sala del Governo): na prvi se Lukrecija d'Este pogovarja s kardinalom Pietrom Aldobrandinijem, papeževim nečakom; spredaj sta dva tajnika, ki sta sestavila sporazum in ga nato podpisala dva pooblaščenca. Na drugi vojvoda Cesare d'Este, ki ga obkrožajo dostojanstveniki, zapušča mesto, ki ga je izgubil, na konju, namenjen je v Modeno, ki jo je razglasil za novo glavno mesto svoje države. Na tretji kardinal Aldobrandini prispe v Ferraro dan po vojvodovem odhodu. Na četrti, na koncu, je prikazano eno od mnogih praznovanj v čast papeža Klemna VIII., ko vojvoda prevzame mesto: v grajskem jarku gospe iz Comacchia tekmujejo z značilnimi ladjami, batanami.

### Pokrajinska soba
Ta soba je dobila ime po lepih pokrajinskih freskah, ki jih je v 18. stoletju naslikal neznan umetnik (morda Giuseppe Zola).

### Geografska soba
Ta soba je v stolpu Marchesana, v dvorani so zemljevidi ozemlja Ferrare, ki so nastali v letih 1709–1710. Ogromno območje, ki sta ga nekoč pokrivala voda in močvirje, je do danes večinoma izginilo zaradi melioracij, ki so bile končane v tridesetih letih dvajsetega stoletja.

### Soba grbov
Vidni sta dve vrsti okrasja iz obdobja Papeške države. Starejša je dolga vrsta grbov s papeško tiaro in ključi svetega Petra; en del zavzemajo grbi papeža Klemna VIII. (1592–1605), Pija VI. (1775–1799), drugi so prazni. Pod tem so grbi kardinala papeškega legata, ki so imeli svoje prebivališče v gradu: nekateri so vidni na zgornjem delu vseh štirih zidov. Spodnji del pa je bil okrašen leta 1857 ob obisku papeža Pija IX., ki je povsem skril prejšnje slike. Več grbov in nekaj pogledov na ozemlje Ferrare tega časa: mesto Ferrara (grad), Comacchio (Trepponti), Cento (glavni trg), Lugo di Romagna (pristanišče), Pomposova opatija in Bagnacavallo.

### Soba sveta
Leta 1919, ko se je končala prva svetovna vojna, se je začel velikopotezen obnovitveni projekt, o katerem se je razpravljalo že od leta 1916. Dela so vključevala dekoracijo, pohištvo in razsvetljavo Sobe sveta. Ta soba je priča razvoju svobode v umetniškem oblikovanju, ki ga je mogoče videti v bogati orientalski podobi na stropih, v zrcaljenju keramičnih mozaikov z grbom mesta Ferrara, v panelu z grbi makov med pšenico, ki obdaja pokrajinski grb nad predsednikovim stolom. Isti emblem se ponovi na enih od šestih vrat, medtem ko na drugih najdemo jegulje med valovi in morskimi travami, veverice na cvetočih vejah, lastovke v vinogradih, sloke v močvirju in kačje pastirje in metulje med koruzo.